# Bryan Mbeumo
Bryan Tetsadong Marceau Mbeumo (Avallon, 7 augustus 1999) is een Kameroens-Frans voetballer die doorgaans speelt als spits. In juli 2025 verruilde hij Brentford voor Manchester United. Mbeumo maakte in 2022 zijn debuut in het Kameroens voetbalelftal.

## Clubcarrière
Mbeumo speelde in de jeugd van CO Avallonais, waar hij na een jaartje bij FC Bourgoin Jallieu ook weer terugkeerde. In 2013 werd de aanvaller opgenomen in de opleiding van Troyes. Bij deze club maakte hij zijn debuut op 17 februari 2018, toen met 1–0 gewonnen werd van FC Metz door een treffer van Adama Niane. Mbeumo begon aan de wedstrijd als wisselspeler en van coach Jean-Louis Garcia mocht hij veertien minuten voor tijd invallen voor Bryan Pelé. Na het seizoen 2017/18 degradeerde Troyes naar de Ligue 2. Op dat niveau maakte de spits zijn eerste professionele doelpunten. De eerste hiervan viel op 21 september 2018. Op bezoek bij Le Havre had Jean-Pascal Fontaine de score geopend, maar in de tweede helft maakte Mbeumo gelijk. Het bleef bij 1–1.
In de zomer van 2019 maakte de Fransman voor een bedrag van circa zesenhalf miljoen euro de overstap naar Brentford, waar hij zijn handtekening zette onder een verbintenis voor de duur van vijf seizoenen. Aan het einde van het seizoen 2020/21 promoveerde Mbeumo met Brentford naar de Premier League. In januari 2022 werd zijn contract opengebroken en verlengd met twee seizoenen. Het seizoen 2024/25 sloot Mbeumo af met twintig Premier League-treffers. Dit leverde een gedeeld vierde plek op de topscorerslijst op. Voorafgaand aan de volgende jaargang nam Manchester United de aanvaller over voor een bedrag van circa vijfenzeventig miljoen euro. De Kameroener tekende een contract voor vijf jaar bij zijn nieuwe club.

## Clubstatistieken
| Seizoen | Club              | Competitie     | Competitie | Competitie | Beker | Beker | Internationaal | Internationaal | Totaal | Totaal |
| Seizoen | Club              | Competitie     | Wed.       | Dlp.       | Wed.  | Dlp.  | Wed.           | Dlp.           | Wed.   | Dlp.   |
| ------- | ----------------- | -------------- | ---------- | ---------- | ----- | ----- | -------------- | -------------- | ------ | ------ |
| 2017/18 | Troyes            | Ligue 1        | 4          | 0          | 0     | 0     | —              | —              | 4      | 0      |
| 2018/19 | Troyes            | Ligue 2        | 36         | 10         | 4     | 1     | —              | —              | 40     | 11     |
| 2019/20 | Troyes            | Ligue 2        | 2          | 1          | 0     | 0     | —              | —              | 2      | 1      |
| 2019/20 | Brentford         | Championship   | 45         | 16         | 2     | 0     | —              | —              | 47     | 16     |
| 2020/21 | Brentford         | Championship   | 47         | 8          | 2     | 0     | —              | —              | 49     | 8      |
| 2021/22 | Brentford         | Premier League | 35         | 4          | 3     | 4     | —              | —              | 38     | 8      |
| 2022/23 | Brentford         | Premier League | 38         | 9          | 1     | 0     | —              | —              | 39     | 9      |
| 2023/24 | Brentford         | Premier League | 25         | 9          | 2     | 0     | —              | —              | 27     | 9      |
| 2024/25 | Brentford         | Premier League | 38         | 20         | 4     | 0     | —              | —              | 42     | 20     |
| 2025/26 | Manchester United | Premier League | 0          | 0          | 0     | 0     | —              | —              | 0      | 0      |
| Totaal  | Totaal            | Totaal         | 270        | 77         | 18    | 5     | 0              | 0              | 288    | 82     |

Bijgewerkt op 21 juli 2025.

## Interlandcarrière
Mbeumo maakte op 23 september 2022 zijn debuut in het Kameroens voetbalelftal, toen een vriendschappelijke wedstrijd werd gespeeld tegen Oezbekistan. Dat land won door doelpunten van Khojimat Erkinov en Oston Urunov met 2–0. Van bondscoach Rigobert Song mocht Mbeumo in de basis beginnen en hij speelde het volledige duel. De andere debutanten dit duel waren Olivier Ntcham (Swansea City), Enzo Ebosse (Udinese), Georges-Kévin N'Koudou (Beşiktaş) en Darlin Yongwa (FC Lorient).
In november 2022 werd Mbeumo door Song opgenomen in de selectie van Kameroen voor het WK 2022. Tijdens dit WK werd Kameroen uitgeschakeld in de groepsfase na een nederlaag tegen Zwitserland, een gelijkspel tegen Servië en een overwinning op Brazilië. Mbeumo kwam in alle drie duels in actie. Zijn toenmalige clubgenoten Saman Ghoddos (Iran), Mathias Jensen, Mikkel Damsgaard, Christian Nørgaard (allen Denemarken) en David Raya (Spanje) waren ook actief op het toernooi.
Op 10 juni 2023 was Mbeumo tijdens zijn negende interlandoptreden goed voor zijn eerste treffer in de nationale ploeg. In een oefenduel met Mexico opende hij in de eerste helft de score, waarna Israel Reyes voor rust gelijkmaakte. Na de pauze zette Karl Toko Ekambi Kameroen weer op voorsprong, waarna Kevin Álvarez in de blessuretijd van de tweede helft zorgde voor een gelijkspel: 2–2.
| Interlands van Bryan Mbeumo voor Kameroen | Interlands van Bryan Mbeumo voor Kameroen | Interlands van Bryan Mbeumo voor Kameroen | Interlands van Bryan Mbeumo voor Kameroen | Interlands van Bryan Mbeumo voor Kameroen | Interlands van Bryan Mbeumo voor Kameroen | Interlands van Bryan Mbeumo voor Kameroen |
| №                                         | Datum                                     | Wedstrijd                                 | Uitslag                                   | Competitie                                | Goals                                     |                                           |
| Als speler bij Brentford                  | Als speler bij Brentford                  | Als speler bij Brentford                  | Als speler bij Brentford                  | Als speler bij Brentford                  | Als speler bij Brentford                  | Als speler bij Brentford                  |
| ----------------------------------------- | ----------------------------------------- | ----------------------------------------- | ----------------------------------------- | ----------------------------------------- | ----------------------------------------- | ----------------------------------------- |
| 1                                         | 23 september 2022                         | Oezbekistan – Kameroen                    | 2 – 0                                     | Vriendschappelijk                         |                                           |                                           |
| 2                                         | 27 september 2022                         | Zuid-Korea – Kameroen                     | 1 – 0                                     | Vriendschappelijk                         |                                           |                                           |
| 3                                         | 18 november 2022                          | Kameroen – Panama                         | 1 – 1                                     | Vriendschappelijk                         |                                           |                                           |
| 4                                         | 24 november 2022                          | Zwitserland – Kameroen                    | 1 – 0                                     | WK 2022                                   |                                           |                                           |
| 5                                         | 28 november 2022                          | Kameroen – Servië                         | 3 – 3                                     | WK 2022                                   |                                           |                                           |
| 6                                         | 2 december 2022                           | Kameroen – Brazilië                       | 1 – 0                                     | WK 2022                                   |                                           |                                           |
| 7                                         | 24 maart 2023                             | Kameroen – Namibië                        | 1 – 1                                     | AK 2023 kwalificatie                      |                                           |                                           |
| 8                                         | 28 maart 2023                             | Namibië – Kameroen                        | 2 – 1                                     | AK 2023 kwalificatie                      |                                           |                                           |
| 9                                         | 10 juni 2023                              | Mexico – Kameroen                         | 2 – 2                                     | Vriendschappelijk                         | 37'                                       |                                           |
| 10                                        | 12 september 2023                         | Kameroen – Burkina Faso                   | 3 – 0                                     | AK 2023 kwalificatie                      | 46'                                       |                                           |
| 11                                        | 12 oktober 2023                           | Rusland – Kameroen                        | 1 – 0                                     | Vriendschappelijk                         |                                           |                                           |
| 12                                        | 16 oktober 2023                           | Senegal – Kameroen                        | 1 – 0                                     | Vriendschappelijk                         |                                           |                                           |
| 13                                        | 17 november 2023                          | Kameroen – Mauritanië                     | 3 – 0                                     | WK 2026 kwalificatie                      | 45+2'                                     |                                           |
| 14                                        | 21 november 2023                          | Libië – Kameroen                          | 1 – 1                                     | WK 2026 kwalificatie                      |                                           |                                           |
| 15                                        | 8 juni 2024                               | Kameroen – Kaapverdië                     | 4 – 1                                     | WK 2026 kwalificatie                      |                                           |                                           |
| 16                                        | 11 juni 2024                              | Angola – Kameroen                         | 1 – 1                                     | WK 2026 kwalificatie                      | 11'                                       |                                           |
| 17                                        | 7 september 2024                          | Kameroen – Namibië                        | 1 – 0                                     | AK 2025 kwalificatie                      |                                           |                                           |
| 18                                        | 10 september 2024                         | Zimbabwe – Kameroen                       | 0 – 0                                     | AK 2025 kwalificatie                      |                                           |                                           |
| 19                                        | 11 oktober 2024                           | Kameroen – Kenia                          | 4 – 1                                     | AK 2025 kwalificatie                      | 43'                                       |                                           |
| 20                                        | 14 oktober 2024                           | Kenia – Kameroen                          | 0 – 1                                     | AK 2025 kwalificatie                      |                                           |                                           |
| 21                                        | 19 maart 2025                             | Swaziland – Kameroen                      | 0 – 0                                     | WK 2026 kwalificatie                      |                                           |                                           |
| 22                                        | 25 maart 2025                             | Kameroen – Libië                          | 3 – 1                                     | WK 2026 kwalificatie                      | 53'                                       |                                           |

Bijgewerkt op 21 juli 2025.